# Bathytoma gabrielae
Bathytoma gabrielae is een slakkensoort uit de familie van de Borsoniidae. De wetenschappelijke naam van de soort is voor het eerst geldig gepubliceerd in 2006 door Bozzetti.